# Horváth Adrienne (balettművész)
Horváth Adrienne magyar balettművész, piláteszoktató és fotós.

## Életpályája
A Magyar Táncművészeti Főiskolán végzett 1989-ben. Ugyanebben az évben a Magyar Állami Operaház tagja lett, ahol több mint 25 évet táncolt.
Mesterei: Kékesi Mária, Kálmán Etelka, Flóra Kajdani és Sebestény Katalin. Tanít a Táncművészeti Főiskolán, a Közép-Európa Táncszínházban (KET), illetve egyéni és csoportos pilátesz órákat is tart.

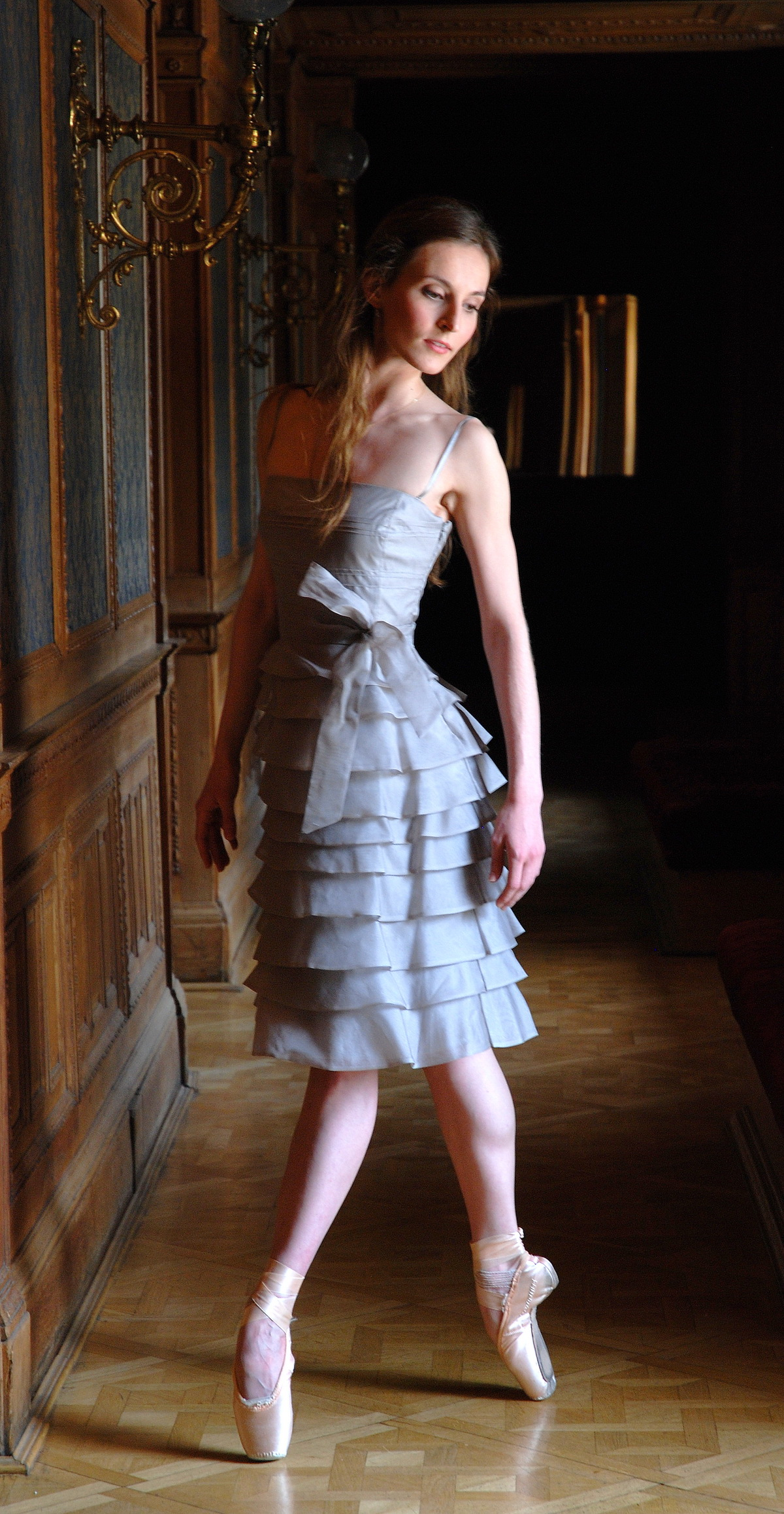
Somorjai Enikő Horváth Adrienne fotóján 2008-ban

Művészetét nem csak táncban, hanem a fotózásban is kifejezi.

## Szerepei
A Színházi adattárban regisztrált bemutatóinak száma 2016. július 28-i lekérdezéskor: 2.
- Csajkivszkij-Vajnonen: A diótörő - 2 hópehely
- Csajkovszkij-Róna: Csipkerózsika - ékkövek (zafír, gyémánt)
- Jiri Kylián: Hat tánc (Mozart: Hat német tánc című művére[2])
- Minkusz-Petipa: Don Quijote - 2 barátnő
- Theodorákisz–Keveházi: Zorba - kurtizán
- Csajkovszkij-Pártay: Anna Karenina - 6 szobalány
- Seregi: Faust - 2 núbiai lány
- Aszafjev-Zaharov: A bahcsiszeráji szökőkút - kis szólók
- Dvořák-Pártay: Elfújta a szél - 6 lány
- Nyman-Lukács András: Levél Martha Grahamnek
- Petipa-Minkus-Muchamedov: A bajadér - 2 lány a kendővel